# 自由党 (スウェーデン)
自由党（Liberalerna）は、スウェーデンの自由主義政党。1902年に設立。社会自由主義政策を標榜している。自由主義インターナショナル加盟政党。1990年代にはかなり経済的に右傾化した政策に傾斜していた。

## 概要
2006年9月17日の総選挙で多数派となった中道右派ブロック・スウェーデン同盟を構成している。スウェーデン議会中、第4党。青年組織は、スウェーデン自由ユース。
なお、党名については直訳すると国民党自由になる。スウェーデン国内では、単に人民党または国民党 （Folkpartiet）と呼ばれている。また、公文書では自由党 （liberalerna）の記述も散見される。
自由党は特定の支持組織を持たないが、支持者には中道な政治思想を持った大卒の中産階級という特徴がある。
- 外交
  - NATO加盟に賛成
  - EU加盟に賛成し、更にEUが正式な連邦政府になることに賛成
  - ユーロ導入に賛成
  - イラク戦争に反対はしなかったが、スウェーデン軍の参加は反対
  - パレスチナ問題ではイスラエルを支持

- 内政
  - 手厚い社会保障プログラムに支えられた自由市場
  - GDPの1%をフェミニズムプログラムへの投資に
  - 移民の帰化推進